# Kayı

Zeichen der Kayı

Die Kayı waren ein bedeutender oghusischer Stamm.
Mahmud al-Kāschgharī erwähnte sie unter dem Namen Kayığ als einen der 24 oghusischen Stämme. Als Totemtier hatten sie einen Gerfalken. Ihr Stammesname bedeutet im Alttürkischen stabil oder mächtig.
Die Kayı sind mit den Seldschuken im 11. Jahrhundert aus Zentralasien nach Anatolien gekommen. Einige Gruppen der Kayı siedelten ab dem 14. Jahrhundert zudem auf dem Balkan. Die heutige türkische Provinz Bilecik gilt als die Keimzelle der Kayı. Auch die Dynastie der Osmanen führt auf diesen Clan zurück.